# Michael McDonald (basket-ball)
Pour les articles homonymes, voir Michael McDonald et McDonald.
Michael McDonald, né le 13 février 1969, à Longview, au Texas, est un joueur américain de basket-ball. Il évolue au poste de pivot. 

## Palmarès
- Champion des Amériques 1997
- Meilleur défenseur de l'année de la CBA 1998
- CBA All-Defensive First Team 1998
- CBA All-Rookie Second Team 1996
- Meilleur contreur CBA 1996
- Meilleur pourcentage aux tirs CBA 1996